# نوو سلو، دانیلوگراد
نوو سلو (به لاتین: Novo Selo) یک منطقهٔ مسکونی در مونته‌نگرو است که در شهرداری دانیلوگراد واقع شده‌است. نوو سلو ۶۱۳ نفر جمعیت دارد.